# Rupa Goswamin

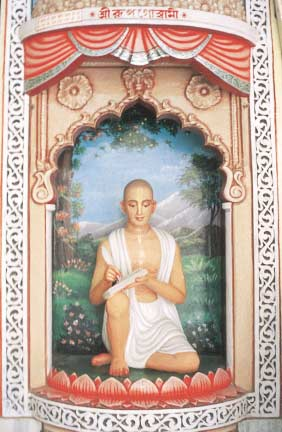
Rupa Goswami

Rupa Goswamin (ur. 1489 w Dźoszohor, zm. w 1564 we Vrindavanie) – święty i jeden z najważniejszych teologów gaudija wisznuizmu, guru, poeta i filozof. Jeden z przywódców grupy Sześciu Goswaminów. Uznawany za inkarnację Rupy Mandżariego – pasterza bydła i wiecznego sługi Kryszny.

## Życiorys
Urodził się w sławnej rodzinie bramińskiej (która wydała wielu władców i wybitnych guru), pochodzącej z Karnataki. Jego ojcem był Mukunda, a braćmi: Sanatana Goswamin i Śriwallabha – ojciec Dźiwy Goswamiego. Studiował retorykę, sanskryt, język perski i język arabski w Sakurma. Ze względu na jego wybitne zdolności zmuszono go wraz z bratem Sanataną do pracy w rządzie muzułmańskiego sułtana Bengalu Aluddina Hussajna Szacha, za co obaj bracia zostali wykluczeni z ortodoksyjnej kasty barmińskiej Gauda. Rupa został pierwszym sekretarzem Szacha (dabir khas), a Sanatana ministrem skarbu (sakara mallika).
W 1514 w Ramakeli, gdzie mieszkali Rupa i Sanatana, po raz pierwszy spotkali Ćajtanję Mahaprabhu. To spotkanie całkowicie odmieniło życie Rupy. Idąc za przykładem Ćajtanji (uznawanego za awatarę Najwyższej Osoby Boga- Kryszny), Rupa postanowił wyrzec się kariery i poświęcić życie służbie Bogu. Wraz z bratem Śriwallabhą załadował cały majątek na dwa statki i rozdał go biednym w Jessore. W tym czasie Sanatana został przez sułtana uwięziony a Rupa wykorzystał resztki majątku na zorganizowanie jego ucieczki z więzienia. Razem wyjechali do Varanasi i Vrindavanu, a następnie do Prajagi (obecny Allahabad), gdzie spotkali Ćajtanję. Tam Ćajtanja przekazał im zasady gaudija wisznuizmu i wysłał do Vrindavanu z podwójną misją: nauczania oraz odbudowania miejsc kultu Kryszny i Radhy, zniszczonych przez muzułmańskich najeźdźców. Później Rupa przeniósł się do Puri do świątyni Dźagannatha (przebywał tam wówczas Ćajtanja), gdzie dał się poznać jako wybitny teolog i poeta – twórca mistycznych poematów ku czci Kryszny. Od tamtej pory Rupa jest uznawany za najwierniejszego ucznia Ćajtanji i założyciela linii „najczystszych wyznawców” nauk Ćajtanji, zwanych Rupanugas (następcy Rupy).
Następnie Rupa wrócił do Vrindavanu, gdzie wraz z Sanataną spędził resztę życia. Obaj zyskali sławę świętych ascetów. Odnowili wiele miejsc kultu Kryszny, odnaleźli starożytny posąg Gowindy – dzieło prawnuka Kryszny – Maharadży Wadżranabhy. Ich najbliższymi współpracownikami byli: Lokanatha Goswamin, Bhugarbha Goswamin, Gopala Bhatta Goswamin, Raghunatha Bhatta Goswamin i Raghunatha dasa Goswamin. Dołączył do nich bratanek – Dżiwa Goswami, który przyjął od Rupy inicjację. Rupa został pochowany obok świątyni Radha-Damodara we Vrindavanie.

## Najważniejsze dzieła
- Bhakti-rasamrita-sindhu (Ocean nektaru Boskiej Miłości) – jedno z najważniejszych dzieł gaudija wisznuizmu opisuje rozwój bhaktijogi od najniższego poziomu śraddha (wiara) do najwyższego maha-bhawa (najwyższa ekstaza miłości do Boga).
- Udżdżwala-nilamani (Szafir Boskiej Miłości) – uzupełnienie poprzedniego dzieła, opisuje madhurja-rasa (boską miłość małżeńską).
- Laghu-bhagawatamrita (Opis nektaru Najwyższej Osoby Boga) o Krysznie i jego awatarach.
- Lalita-madhawa i Widagdha-madhawa (1524–1529) – dwa dramaty o życiu Kryszny w Dwarace i Vrindavanie.
- Stawamala: (Kwiatowa girlanda modlitw).
- Śri Radha-kryszna-ganoddeśa-dipika: (Lampa, oświetlająca towarzyszy Radhy-Kryszny) (1550).
- Danakeli-kaumudi (Boskie rozrywki, podobne do lotosu) (1549) dramat.
- Mathura-mahatmja (Chwała Mathury) poemat.
- Uddhawa-sandeśa (Wieści od Uddhawy) poemat.
- Hamsa-dutam (Łabędzi posłaniec) poemat.
- Śri Kryszna-dżanma-tithi-widhi – podręcznik rytuału wielbienia Kryszny podczas Dżanmastami.
- Nataka-ćandrika (Oświecający księżyc dramaturgii) podręcznik dramaturgii w gaudija wisznuizmie.
- Upadeśamrita (Nektar Instrukcji) wskazówki dla wielbicieli Kryszny.